# Clinton Babbitt

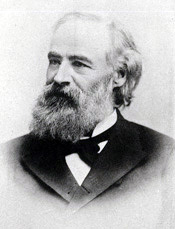
Clinton Babbitt

Clinton Babbitt (* 16. November 1831 in Westmoreland, Cheshire County, New Hampshire; † 11. März 1907 in Beloit, Wisconsin) war ein US-amerikanischer Politiker. Zwischen 1891 und 1893 vertrat er den Bundesstaat Wisconsin im US-Repräsentantenhaus.

## Werdegang
Clinton Babbitt besuchte die öffentlichen Schulen seiner Heimat und die Keene Academy. Im Jahr 1853 zog er nach Wisconsin, wo er sich in der Nähe von Beloit im Rock County niederließ. Dort wurde er in der Landwirtschaft tätig. Gleichzeitig begann Babbitt als Mitglied der Demokratischen Partei eine politische Laufbahn. Sein erstes politisches Amt war das eines Gemeinderats in seinem neuen Heimatort Beloit. Im Jahr 1880 kandidierte er erfolglos für das US-Repräsentantenhaus. Zwischen 1886 und 1889 war er Posthalter in Beloit und von 1885 bis 1899, also auch während seiner Kongresszeit, war er Sekretär der landwirtschaftlichen Gesellschaft von Wisconsin.
Bei den Kongresswahlen des Jahres 1890 wurde Babbitt im ersten Wahlbezirk von Wisconsin in das US-Repräsentantenhaus in Washington, D.C. gewählt, wo er am 4. März 1891 die Nachfolge von Lucien B. Caswell antrat. Da er bei den Wahlen des Jahres 1892 dem Republikaner Henry A. Cooper unterlag, konnte er bis zum 3. März 1893 nur eine Legislaturperiode im Kongress absolvieren. Nach seinem Ausscheiden aus dem US-Repräsentantenhaus zog sich Clinton Babbitt aus dem öffentlichen Leben in den Ruhestand zurück, den er in Beloit verbrachte. Dort ist er am 11. März 1907 auch verstorben.